# Vračovice-Orlov
Vračovice-Orlov jsou obec v okrese Ústí nad Orlicí v Pardubickém kraji. Žije zde 170 obyvatel.

## Historie
Obec Vračovice-Orlov vznikla 24. listopadu 1990 sloučením dvou částí, jimiž jsou Vračovice a Orlov.

## Obyvatelstvo
| Rok            | 1991 | 2001 | 2011 | 2021 |
| -------------- | ---- | ---- | ---- | ---- |
| Počet obyvatel | 169  | 152  | 182  | 151  |
| Počet domů     | 60   | 59   | 61   | 60   |

## Obecní správa

### Části obce
- Orlov
- Vračovice

### Obecní symboly
Znak a vlajka byly obci uděleny rozhodnutím předsedkyně Poslanecké sněmovny Parlamentu České republiky dne 14. června 2013.